# Division 1 1945-46
La Division 1 1945-46 fue la octava temporada y la primera después de la Segunda Guerra Mundial del fútbol francés profesional. El Lille OSC se proclamó campeón con 45 puntos, obteniendo su primer título.

## Equipos participantes
| - Bordeaux - AS Cannes - Le Havre AC - RC Lens - Lille OSC - Lyon OU - Olympique de Marsella - FC Metz - RC Paris |  | - Red Star Olympique - Stade de Reims - Stade Rennais UC - CO Roubaix-Tourcoing - FC Rouen - AS Saint-Étienne - FC Sète - FC Sochaux-Montbéliard - RC Strasbourg |

## Tabla de posiciones
| Pos. | Equipo                     | Pts. | PJ | G  | E  | P  | GF | GC | Dif. | Clasificación         |
| ---- | -------------------------- | ---- | -- | -- | -- | -- | -- | -- | ---- | --------------------- |
| 1    | Lille OSC (C)              | 45   | 34 | 19 | 7  | 8  | 89 | 44 | +45  | Campeón de Liga       |
| 2    | AS Saint-Étienne           | 44   | 34 | 20 | 4  | 10 | 86 | 68 | +18  |                       |
| 3    | CO Roubaix-Tourcoing       | 41   | 34 | 15 | 11 | 8  | 60 | 38 | +22  |                       |
| 4    | Stade de Reims             | 40   | 34 | 15 | 10 | 9  | 68 | 48 | +20  |                       |
| 5    | Stade Rennais UC           | 37   | 34 | 13 | 11 | 10 | 57 | 52 | +5   |                       |
| 6    | RC Lens                    | 36   | 34 | 14 | 8  | 12 | 72 | 57 | +15  |                       |
| 7    | FC Rouen                   | 36   | 34 | 14 | 8  | 12 | 53 | 47 | +6   |                       |
| 8    | RC Paris                   | 35   | 34 | 16 | 3  | 15 | 56 | 52 | +4   |                       |
| 9    | Olympique de Marsella      | 34   | 34 | 12 | 10 | 12 | 70 | 65 | +5   |                       |
| 10   | AS Cannes                  | 34   | 34 | 12 | 10 | 12 | 51 | 55 | −4   |                       |
| 11   | Red Star Olympique         | 33   | 34 | 12 | 9  | 13 | 62 | 59 | +3   |                       |
| 12   | RC Strasbourg              | 33   | 34 | 13 | 7  | 14 | 53 | 62 | −9   |                       |
| 13   | FC Sète                    | 32   | 34 | 13 | 6  | 15 | 63 | 65 | −2   |                       |
| 14   | Bordeaux                   | 31   | 34 | 11 | 9  | 14 | 65 | 66 | −1   |                       |
| 15   | Lyon OU (D)                | 31   | 34 | 11 | 9  | 14 | 52 | 78 | −26  | Descenso a Division 2 |
| 16   | Le Havre AC                | 30   | 34 | 13 | 4  | 17 | 48 | 68 | −20  |                       |
| 17   | FC Metz                    | 25   | 34 | 10 | 5  | 19 | 40 | 77 | −37  |                       |
| 18   | FC Sochaux-Montbéliard (D) | 15   | 34 | 4  | 7  | 23 | 35 | 79 | −44  | Descenso a Division 2 |

 Fuente: footballdatabase.eu
Notas:
1. ↑  Campeón de la Copa de Francia
2. ↑  El FC Metz terminó la temporada en puestos de descenso a la Division 2, sin embargo el equipo fue mantenido en la Division 1 debido a que el club se encontraba en proceso de reconstrucción tras los efectos de la Segunda Guerra Mundial en Alsacia y Lorena.

## Resultados
| Local \ Visitante      | BOR | CAN | HAV | LEN | LIL | LYO | MAR | MET | RCP | RED | REI | REN | ROB | ROE | SAE | SET | SOC | STR |
| ---------------------- | --- | --- | --- | --- | --- | --- | --- | --- | --- | --- | --- | --- | --- | --- | --- | --- | --- | --- |
| Bordeaux               | —   | 4–1 | 1–2 | 2–2 | 1–5 | 0–1 | 1–1 | 8–0 | 3–1 | 2–1 | 5–1 | 4–1 | 0–2 | 4–1 | 1–3 | 0–3 | 3–2 | 4–3 |
| AS Cannes              | 0–0 | —   | 3–2 | 1–0 | 2–1 | 1–1 | 0–2 | 0–1 | 1–1 | 3–1 | 1–1 | 2–2 | 1–1 | 3–1 | 1–4 | 2–1 | 4–1 | 3–1 |
| Le Havre AC            | 3–2 | 1–2 | —   | 1–0 | 1–2 | 0–0 | 4–3 | 3–0 | 3–5 | 0–1 | 2–3 | 0–0 | 4–1 | 1–0 | 0–2 | 4–1 | 1–0 | 3–0 |
| RC Lens                | 1–1 | 2–1 | 7–1 | —   | 3–1 | 9–2 | 3–1 | 5–3 | 2–3 | 1–1 | 2–2 | 2–2 | 2–1 | 1–0 | 6–1 | 5–1 | 3–0 | 0–4 |
| Lille OSC              | 5–0 | 5–1 | 1–0 | 3–1 | —   | 4–0 | 4–4 | 7–0 | 0–1 | 3–1 | 3–0 | 2–5 | 0–2 | 2–2 | 8–0 | 5–2 | 3–1 | 4–1 |
| Lyon OU                | 0–0 | 2–2 | 1–0 | 2–0 | 1–2 | —   | 1–1 | 2–0 | 1–0 | 2–2 | 1–2 | 3–5 | 0–5 | 2–1 | 3–3 | 2–0 | 3–4 | 3–2 |
| Olympique de Marsella  | 3–0 | 6–1 | 3–0 | 4–1 | 2–2 | 1–1 | —   | 2–1 | 0–0 | 2–1 | 3–5 | 2–2 | 0–2 | 2–3 | 1–4 | 1–2 | 3–1 | 5–0 |
| FC Metz                | 2–0 | 1–0 | 2–2 | 2–3 | 0–3 | 1–4 | 3–1 | —   | 2–1 | 2–4 | 2–2 | 0–1 | 4–2 | 0–0 | 0–3 | 2–1 | 2–0 | 1–3 |
| RC Paris               | 2–2 | 0–3 | 4–1 | 2–0 | 2–1 | 1–3 | 2–6 | 2–0 | —   | 1–0 | 2–1 | 3–0 | 0–2 | 0–1 | 4–1 | 4–1 | 3–0 | 2–1 |
| Red Star Olympique     | 4–2 | 1–1 | 3–0 | 1–1 | 2–2 | 2–2 | 2–2 | 2–3 | 0–1 | —   | 0–3 | 0–4 | 3–0 | 3–1 | 3–2 | 6–0 | 4–1 | 4–2 |
| Stade de Reims         | 2–2 | 2–4 | 4–0 | 1–2 | 1–1 | 6–0 | 4–1 | 1–1 | 1–0 | 4–0 | —   | 5–0 | 1–1 | 4–1 | 1–3 | 2–1 | 1–0 | 0–1 |
| Stade Rennais UC       | 4–2 | 0–2 | 0–1 | 3–0 | 1–4 | 3–1 | 0–0 | 1–0 | 1–0 | 1–0 | 1–1 | —   | 1–1 | 2–0 | 2–3 | 3–3 | 5–1 | 0–1 |
| CO Roubaix-Tourcoing   | 3–1 | 2–0 | 1–1 | 3–0 | 1–1 | 5–0 | 1–1 | 4–0 | 1–0 | 3–5 | 0–1 | 1–1 | —   | 0–0 | 3–2 | 3–1 | 2–2 | 1–1 |
| FC Rouen               | 1–1 | 1–1 | 6–0 | 2–1 | 2–1 | 2–1 | 6–0 | 4–1 | 2–0 | 1–1 | 1–0 | 1–1 | 2–1 | —   | 2–1 | 0–3 | 1–1 | 5–0 |
| AS Saint-Étienne       | 3–1 | 2–1 | 5–1 | 2–1 | 3–1 | 4–0 | 2–4 | 3–1 | 3–2 | 3–2 | 2–3 | 4–2 | 1–3 | 3–1 | —   | 6–2 | 1–0 | 0–0 |
| FC Sète                | 2–4 | 1–0 | 3–0 | 0–0 | 1–2 | 6–2 | 2–3 | 3–1 | 3–2 | 4–0 | 1–1 | 2–0 | 0–0 | 4–1 | 1–1 | —   | 4–0 | 0–1 |
| FC Sochaux-Montbéliard | 0–3 | 2–2 | 2–4 | 0–3 | 0–0 | 1–3 | 1–0 | 0–0 | 2–4 | 0–2 | 1–1 | 0–2 | 0–1 | 2–0 | 4–4 | 1–3 | —   | 4–2 |
| RC Strasbourg          | 1–1 | 3–2 | 0–2 | 3–3 | 0–1 | 3–2 | 3–0 | 0–2 | 4–1 | 1–1 | 3–1 | 1–1 | 2–1 | 1–1 | 3–2 | 1–1 | 2–1 | —   |

Promovidos de la Division 2, quienes jugarán en la Division 1 1946/47:
- FC Nancy: Campeón de la Division 2, grupo norte
- SO Montpellier: Campeón de la Division 2, grupo sur
- Stade Français FC: Segundo lugar de la Division 2, grupo norte
- Toulouse FC: Segundo lugar de la Division 2, grupo sur

## Goleadores
| # | Jugador                      | Nacionalidad    | Club                  | Goles |
| - | ---------------------------- | --------------- | --------------------- | ----- |
| 1 | René Bihel                   | Francia         | Lille OSC             | 28    |
| 2 | Pierre Sinibaldi             | Francia         | Stade de Reims        | 26    |
| 3 | Antoine Rodriguez            | Francia         | AS Saint-Étienne      | 22    |
| 4 | Louis de Sainte de Maréville | Francia         | Olympique de Marsella | 21    |
| 5 | Désiré Koranyi               | Francia Hungría | FC Sète               | 20    |